# Todorovska Slapnica
Todorovska Slapnica (en cyrillique : Тодоровска Слапница) est un village de Bosnie-Herzégovine. Il est situé dans la municipalité de Velika Kladuša, dans le canton d'Una-Sana et dans la fédération de Bosnie-et-Herzégovine. Selon les premiers résultats du recensement bosnien de 2013, il compte 1 225 habitants.

## Géographie
Le village est situé sur les bords de la rivière Slapnica.

## Démographie

### Évolution historique de la population dans la localité
| 1948 | 1953 | 1961 | 1971 | 1981  | 1991  | 2013  |
| ---- | ---- | ---- | ---- | ----- | ----- | ----- |
| -    | -    | 809  | 981  | 1 309 | 1 447 | 1 225 |

|  |